# 帕萊斯蒂納德洛斯阿爾托斯

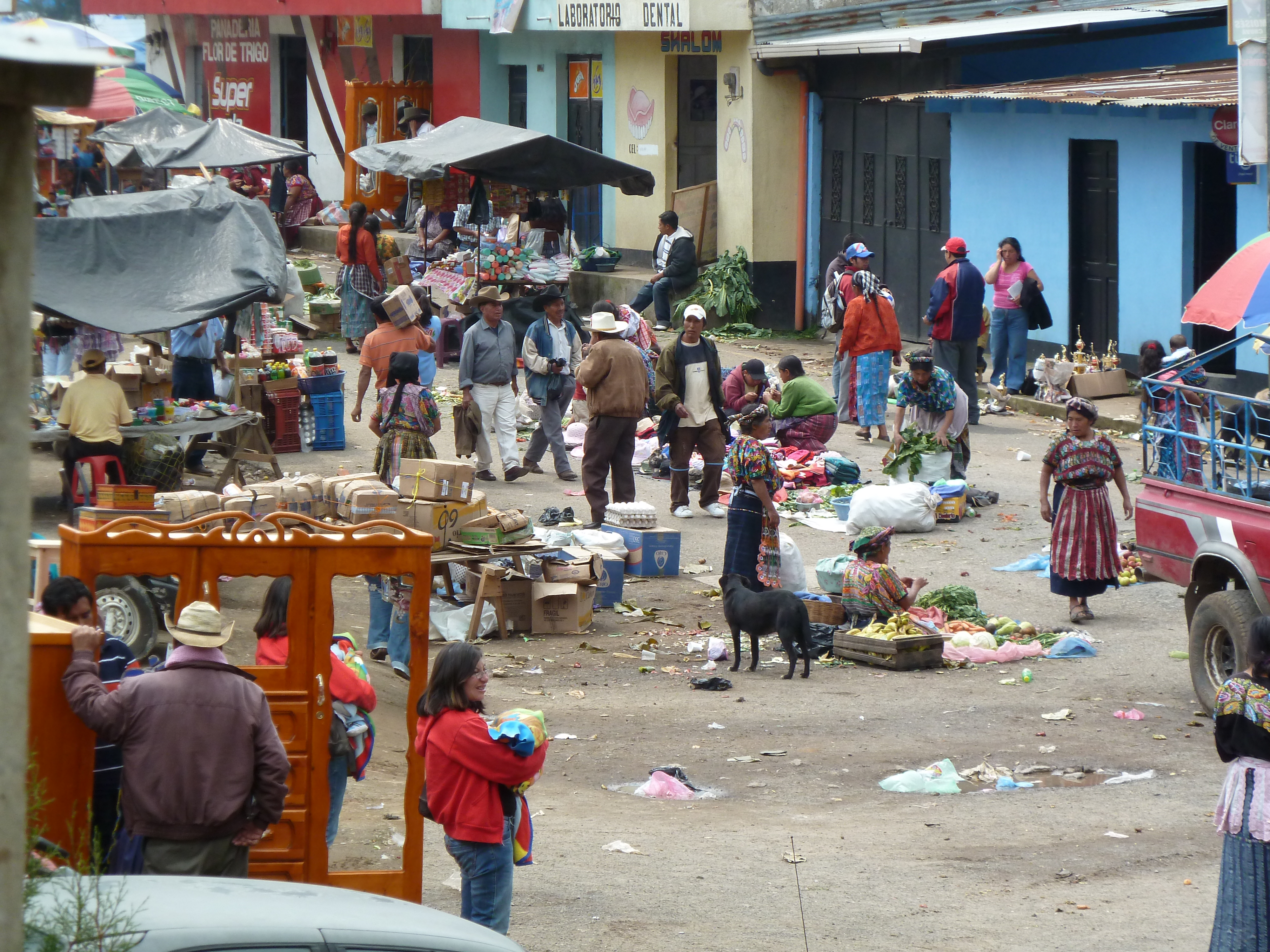

帕萊斯蒂納德洛斯阿爾托斯（西班牙語：Palestina de Los Altos），是危地馬拉的城鎮，位於該國西部，由克薩爾特南戈省負責管轄，面積48平方公里，海拔高度2,635米，2002年人口11,682，人口密度每平方公里243.38人。
14°56′N 91°42′W / 14.933°N 91.700°W